# Anu Khatun
Anu Khatun o Ana Dara conosciuta anche come Regina Anu (Mongolo: ᠠᠨᠤ ᠺᠠᠲᠦᠨ, Ану хатан) (1653 – 13 maggio 1696) fu una regina consorte mongola, che guidò i guerrieri in battaglia nel periodo della fondazione del Khanato degli Zungari alla fine del XVII secolo.

## Biografia
Anu era la pronipote di Ochirt Tsetsen Khan degli Khoshut (o la sua figlia più giovane secondo alcune fonti storiche), nipote e figlia adottiva di Güshi Khan. Sposò il principe Sengge, figlio di Erdeni Batur, considerato il fondatore del Khanato degli Zungari. Dopo l'assassinio di Sengge da parte dei suoi fratellastri Tseten e Tsobda Batur nel 1670, Anu sposò il successore di Sengge, suo fratello Galdan Boshughtu Khan (1644-1697), che aveva trascorso dieci anni in Tibet come monaco buddista. Con le truppe fornite da Ochirt, Galdan vendicò la morte di suo fratello e assunse il trono del Khanato. Dal matrimonio di Anu con Galdan Boshughtu nacquero un figlio, il principe Sevdenbaljir, e due figlie, le principesse Yunchihai e Boum.
Galdan, che fece affidamento su Anu come consigliera durante tutto il suo regno, espanse il dominio mongolo zungaro dall'estremità occidentale della Grande muraglia cinese all'attuale Kazakistan orientale e dall'attuale Kirghizistan settentrionale alla Siberia meridionale. Temendo l'ascesa di un nuovo impero mongolo, la dinastia Qing inviò tre eserciti verso ovest in Mongolia nel 1696. L'imperatore Kangxi guidò personalmente le forze di spedizione. Galdan spostò il suo esercito a sud dei Monti Hėntij per incontrare la colonna occidentale dell'esercito Qing nella battaglia di Jao Modo nel maggio 1696, ma le sue truppe furono presto circondate dalle forze superiori dei Qing.
Anu guidò un contrattacco che consentì a suo marito di fuggire dall'accerchiamento nemico. Galdan riuscì a fuggire con un piccolo residuo dei suoi sostenitori, ma Anu fu uccisa da una freccia nemica durante la carica. Fu sepolta ai piedi dei Monti Khangai, in una zona ora denominata "Hatant" (luogo della regina) nell'attuale distretto di Hotont della Provincia dell'Arhangaj.

## Nella letteratura
Nel 1975, lo scrittore mongolo Byambyn Rinchen (1905-1977) pubblicò il suo romanzo Ану хатан "Regina Anu" sulla vita e la morte dell'omonima regina mongola del Khanato degli Zungari. Il romanzo è diventato un classico della letteratura mongola ed è studiato nelle scuole mongole. Nel 2010, la scrittrice mongola Baatarsuren Shuudertsetseg ha pubblicato Домогт Ану хатан (La leggendaria regina Anu). L'importanza della famiglia, dell'emancipazione delle donne e l'identità nazionale sono stati i temi centrali del suo romanzo sulla vita di Anu. È stato nominato Libro nazionale dell'anno per la letteratura mongola ed è stato adattato per il palcoscenico e rappresentato al National Academic Drama Theatre nel marzo 2011. Shuudertsetseg ha quindi adattato il romanzo per un lungometraggio nel 2012. La regina Ahno - Spirit of a Warrior, intitolato anche Warrior Princess, è diventato il film mongolo più costoso che sia mai stato realizzato e uno dei film con il maggior incasso in Mongolia.